# Metoda badań dokumentów
Metoda badań dokumentów jest to metoda badań wytworów ludzkich, materialnych i symbolicznych jako źródeł informacji o cechach społecznych tworzących je ludzi. Wykorzystywana w socjologii i psychologii (głównie sądowej)
Metody badań dokumentów dzieli się na kilka rodzajów. Podział ten powstał ze względu na: strukturę, pierwsze źródła wiedzy.

## Podział metod badań ze względu nastrukturę
- stawianie problemu,
- rozwiązanie problemu (w oparciu o doświadczenie, konstrukcję myślową, analizę tekstu),
- systematyzowanie i utrwalanie uzyskanych rezultatów.

## Podział metod badań ze względu napierwsze źródła wiedzy
- korzystanie z autorytetu,
- bezpośredni kontakt z rzeczywistością,
- konstruowanie obiektów myślowych.

## Badanie dokumentów
Badanie dokumentów rozpoczyna się od zbioru definicji dokumentów, następnie następuje typologia dokumentów z określeniem cech poszczególnych typów, lista źródeł pochodzenia czy lokalizacji dokumentów, np. spis katalogów, źródeł bibliograficznych, baz danych, określenie zasad sprawdzenia prawdziwości dokumentów, a na końcu badań opis zasad doboru dokumentów (ile ze zbioru) i zasad kwalifikacji (np. próby losowej), selekcji (formalnej, merytorycznej, zasad oceny przydatności, poprawności, stanu dostępności).

## Zasadnicze rodzaje technik badawczych
- Klasyczna technika analizy dokumentów. Jedna z najstarszych i najczęściej stosowanych technik. Polega na próbie jakościowego opisu interpretacji danych znajdujących się w dokumentach.
- Jakościowa technika analizy dokumentów. Polega na analizie treści, opisie oraz interpretacji zjawisk, które się w nich znajdują.
- Ilościowa technika analizy dokumentów.  Polega na koncentrowaniu się na wielkościach policzalnych, rodzaj analizy bardziej obiektywnej.
- Formalna analiza dokumentów. Polega na ocenie zewnętrznego stanu dokumentów, ich wyglądu, ogólnego utrzymania, technicznego sposobu sporządzania, poziomu trwałości[1].

## Rodzaje dokumentów poddawanych badaniom
- osobiste (pamiętniki, listy, wspomnienia)
- statystyczne (roczniki, sprawozdania, bilanse firmy)
- prawne (konstytucja, regulaminy) akta sądowe
- prasowe
- artystyczne (sztuka, malarstwo)